# Kardiochirurgia

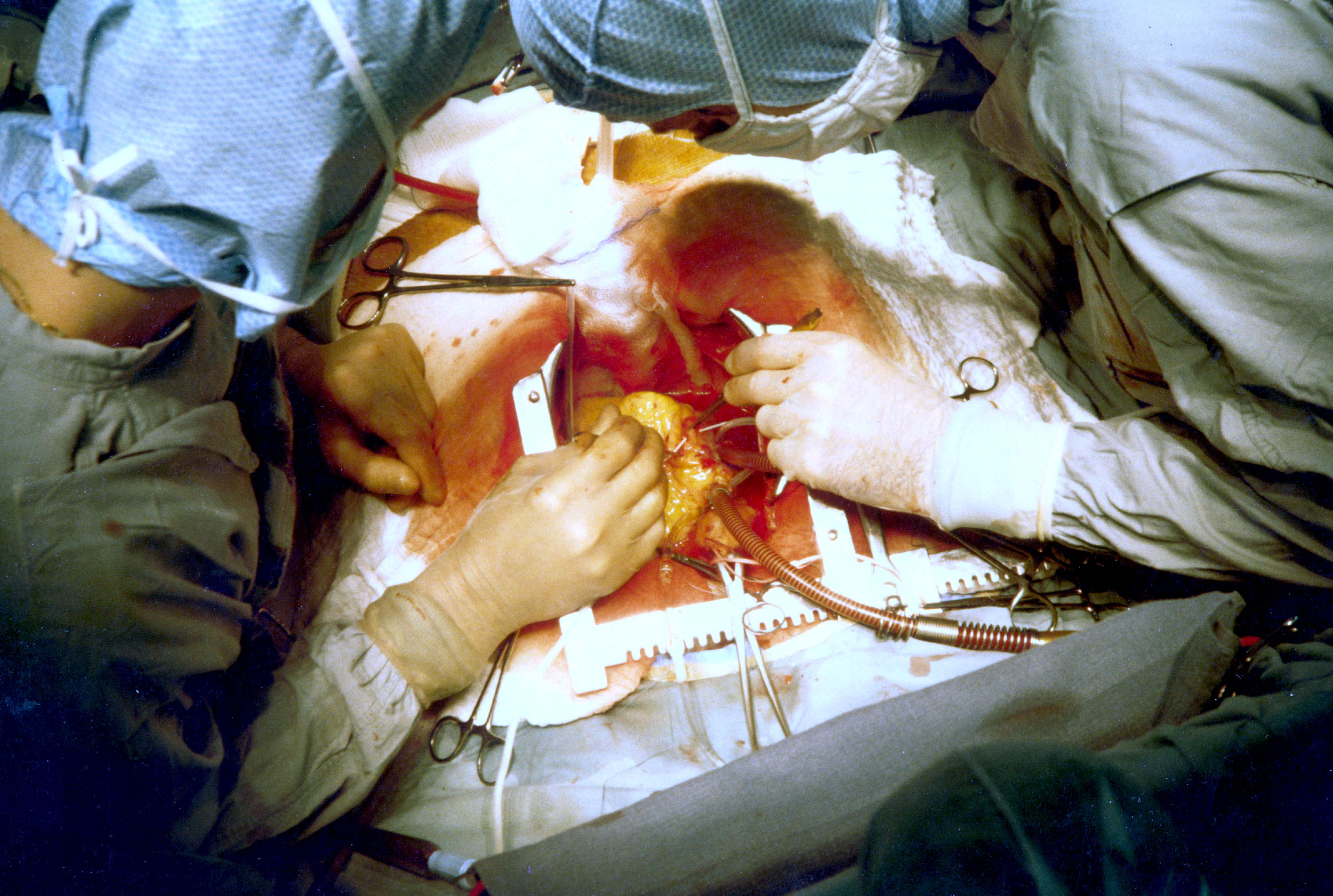
Operacja kardiochirurgiczna

Kardiochirurgia (z gr. kardia „serce”) – dziedzina medycyny zajmująca się leczeniem operacyjnym serca i dużych naczyń krwionośnych w klatce piersiowej. Wyodrębniła się z chirurgii i w Polsce uzyskała status specjalizacji podstawowej od 2000. Obecnie wyodrębnia się kardiochirurgię dziecięcą zajmującą się leczeniem wad wrodzonych układu sercowo-naczyniowego w życiu płodowym i w okresie dziecięcym oraz kardiochirurgię dorosłych, zajmującą się leczeniem wad wrodzonych i nabytych układu sercowo-naczyniowego i choroby wieńcowej w okresie dorosłości (łączy się z nią transplantologia, zajmująca się m.in. przeszczepianiem serca, jednocześnie serca i płuca lub obu płuc). W Polsce konsultantem krajowym kardiochirurgii od 13 czerwca 2016 jest prof. dr hab. n. med. Jacek Różański.
Przed operacją kardiochirurgiczną najczęściej konieczne jest wcześniejsze przeprowadzenie badań diagnostycznych pomagających w skutecznym planowaniu i przeprowadzeniu operacji. Do nich należą między innymi: rtg klatki piersiowej, ekg, echokardiografia, tomografia komputerowa, rezonans magnetyczny, cewnikowanie serca, czy badania z zastosowaniem izotopów promieniotwórczych.
Czas trwania specjalizacji dla lekarzy po odbyciu stażu podyplomowego trwa nie mniej niż 6 lat, która kończy się egzaminem specjalizacyjnym złożonym z części praktycznej i teoretycznej. Przewidziana jest ewolucja i modyfikowanie programu specjalizacji w związku z postępem wiedzy medycznej.